# Hai no Majutsushi
Hai no Majutsushi (牌の魔術師?) es un videojuego de mahjong que fue lanzado para MSX2 en 1989 solo en la región de Japón y fue desarrollado y publicado por Konami. Es el segundo videojuego crossover de la compañía que presenta a diversos personajes de sus propias franquicias.

## Personajes
- Pentarou (Antarctic Adventure)
- Snatcher (Snatcher)
- Simon Belmont (Castlevania)
- Moai con Pipa (Gradius)
- Popolon y Aprodihte (Knightmare)
- Dr. Venom (Gradius)
- Goemon (Ganbare Goemon)